# ヒゲタ醤油

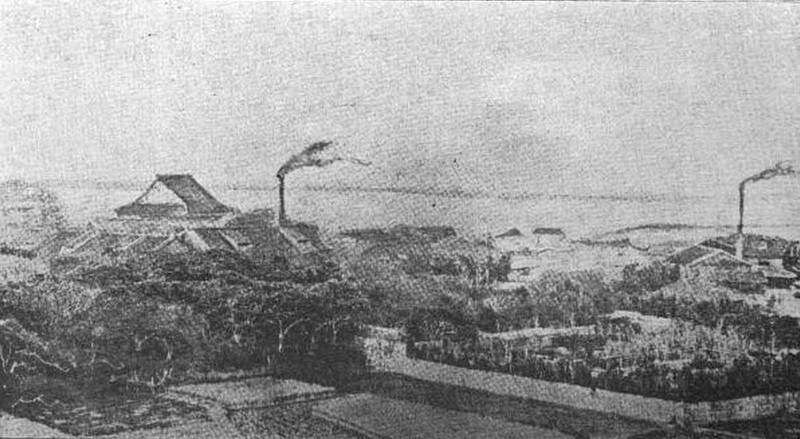
明治末頃のヒゲタ醤油

ヒゲタ醤油株式会社（ヒゲタしょうゆ）は、東京都中央区に本社を置く醤油などの調味料メーカー。かつては「銚子醤油」という社名。社名は、田の四隅にヒゲがついたようなトレードマークに由来する。工場や営業などの拠点は創業地である千葉県銚子市にある。1616年（元和2年）を創業とし、企業キャッチコピーは「伝統を未来にいかして400年」。

## 歴史

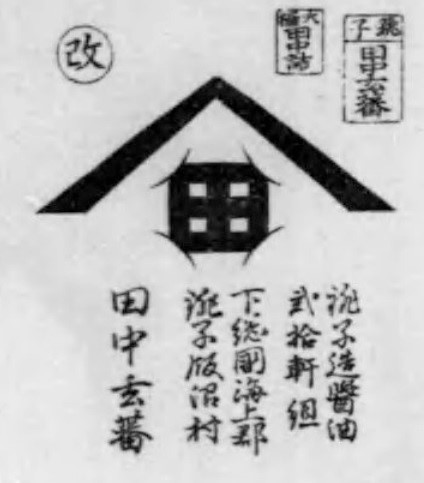
商標の元になった入山田

関東地方の醤油メーカーでは歴史が古い会社のひとつである。社名及び商標の「ヒゲタ」の由来は、創業家である田中家の屋号「入山田」にちなむ。
大坂夏の陣の翌年で、江戸開府から13年後の1616年（元和2年）、下総国・銚子（現　千葉県銚子市）の豪農、第三代田中玄蕃（たなか げんば）が、摂津国・西宮（現　兵庫県西宮市）の酒造家、真宜九郎右衛門（さなぎくろうえもん）の勧めで、銚子で溜醤油の醸造を始めたのが同社の起源である。真宜は江戸開府にともない江戸日本橋本船町に出店し西ノ宮九郎右衛門と称して酒類とともに房総の鮮魚の販売を始め、幕府の鮮魚御用にもなった商人で、元禄時代には鮮魚専門となり、酒・醤油販売は分店して真宜長兵衛が行なった。
1697年（元禄10年）第五代田中玄蕃が原料に小麦を配合するなどして製法を改良し、現在の濃口醤油の醸造法を確立させた。1728年（享保13年）に、それまで農家の副業であった醤油造りを本業とした。1754年（宝暦4年）、同業者の増加により江戸に醤油問屋が設置された際には、仲間内を集めて規約を作り、冥加金（営業税）上納にあたった。1802年（享和2年）には今宮村に醸造所を新設するなど長年にわたって改良を重ね、1864年（元治元年）に幕府が深川に籾蔵仮役所を置いて諸般物価の整理を行なった際には野田・銚子から7つ選ばれた「最上品」のひとつに選ばれた。
1867年（明治元年）、東京の仲買商を通じて宮内省に上納すると大膳職の御用となり、制度変更により1891年（明治24年）からは京橋新堀町の醤油問屋森六郎を通じて納入することとなり、1899年（明治32年）には宮内省御用達となる。1897年（明治30年）には本銚子町に第二醸造所を新設し、翌年、同業の浜口、岩崎両家と共同で薬学博士田原良純設計の醤油研究所を設立して科学的な研究を始める。1902年（明治35年）に陸軍よりビン詰醤油の上納を命ぜられたのをきっかけに丸型ビン入りの醤油を発売、ビン詰醤油はそれまで海外輸出の見本か、国内においてはビールの空きビンを利用したものはあったが、専用のビンで発売したのはこれが日本初となった。日露戦争では陸軍缶詰調味料に指定され、水筒式螺口平ビンの醤油を考案、戦後一般にも発売し、1906年（明治39年）には実用新案として特許も認められた。シカゴ万国博覧会 (1893年)をはじめ、海外の博覧会にもたびたび出品・受賞し、ミラノ万国博覧会 (1906年)では最高名誉賞を獲得してイタリア皇室にも上納した。
1914年（大正3年）に、田中家のヒゲタ印と濱口家のジガミサ印、そしてカギダイ印の深井家の三蔵が合弁して銚子醤油合資会社を設立。その後1918年（大正7年）に株式会社に改組され、更に1976年（昭和51年）に現社名に変更され、現在に至る。
1937年（昭和12年）、当社と同じ千葉県に本社を置く醤油メーカー最大手の野田醤油株式会社（現在のキッコーマン株式会社）と資本提携を結び経営統合するが、1947年（昭和22年）に経営分離。1966年（昭和41年）には販売委託でキッコーマンと再び提携を組み、2004年（平成16年）、同社と58年ぶりに資本提携を結んだ。
かつて、醤油輸送専用の貨車を醤油メーカーで唯一所有していた。醤油などの調味料事業の他、醤油を醸造する際に使われる麹菌を利用したバイオテクノロジー事業にも参入している。
画家・絵本作家のいわさきちひろは、1952年（昭和27年）頃から晩年まで20年余、同社の広告ポスター絵を担当した。

## 沿革

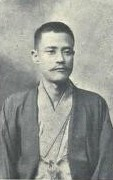
銚子醤油初代社長・浜口吉兵衛(1868-1940)。ヤマサ醤油の9代目浜口吉右衛門の弟で、銚子港の近代化整備に尽力し、港近くに銅像も建つ（銚子市新生町1）

- 1616年（元和2年） - 第三代田中玄蕃が銚子に創業
- 1697年（元禄10年） - 醸造法を改良し、現在の形とする
- 1801年（享和元年） - 伊能忠敬が田中玄蕃家に滞在し、付近の海岸の測量を行う
- 1888年（明治21年） - 銚子醤油同業組合設立
- 1906年（明治39年） - イタリア・ミラノ万国博覧会にヒゲタ醤油が出品、最高名誉大賞を授与する
- 1911年（明治44年） - 御用醤油蔵を建設
- 1914年（大正3年） - 田中家（ヒゲタ印）・深井家（カギタイ印）・濱口家（ジガミサ印）の三家合弁で銚子醤油合資会社設立
- 1918年（大正7年） - 銚子醤油株式会社創立
- 1930年（昭和5年） - 銚子工場内に鉄筋コンクリート造りの新工場完成
- 1937年（昭和12年） - 野田醤油株式会社（現・キッコーマン株式会社）との資本提携成立
- 1939年（昭和14年） - 本社を東京に移転
- 1947年（昭和22年） - 野田醤油と経営分離
- 1953年（昭和28年） - 第1回朝日広告賞（朝日新聞社主催）受賞
- 1963年（昭和38年） - うどん・そば用つゆ「ヒゲタつゆ」発売
- 1966年（昭和41年） - キッコーマンに販売を委託
- 1976年（昭和51年） - ヒゲタ醤油株式会社に社名変更
- 1985年（昭和60年） - ヒゲタ史料館を銚子工場内に開設
- 1988年（昭和63年） - 高級割烹醤油「本膳」発売
- 2003年（平成15年） - バイオテクノロジー事業の拠点となる波崎プラント開設
- 2004年（平成16年） - キッコーマンと再び資本提携、ISO14001を全事業所で取得
- 2007年（平成19年） - ISO9001を全事業所で取得
- 2019年（令和元年） - FSSC22000を取得（銚子工場）

## 濱口家
ヤマサ醤油の濱口家と同族で、こちらは代々吉右衛門を名乗ることが多い。初代の濱口吉右衛門はヤマサの初代の濱口儀兵衛の兄である。

## CM出演者
立川澄人 - ヒゲタつゆストレートタイプ

## 提供番組
- 土曜スペシャル (テレビ東京)
- 徹子の部屋 (テレビ朝日)
- FNNスーパータイム (フジテレビ)
- 大沢悠里のゆうゆうワイド（TBSラジオ）

## 事業所
本社
東京都中央区日本橋茅場町2-12-10 H10日本橋茅場町5階
銚子事務所
千葉県銚子市中央町2-8
工場
併設する史料館とともに無料で工場見学可。見学記念品有。ただし見学したい旨、事前に銚子事務所へ連絡することを要する。
千葉県銚子市八幡町516
研究開発部
千葉県銚子市中央町2-11
波崎プラント
茨城県神栖市波崎新港1-5

## 主な商品
ヒゲタ醤油は黄色いラベルがトレードマークである。ここでは家庭用を中心に紹介する。

### 醤油
- 高級割烹しょうゆ 本膳

厳選された大豆と小麦をふんだんに使用した本醸造醤油。
- 減塩しょうゆ本膳
- 玄蕃蔵（限定品）
- 特選こいくち
- うす塩
- 特選淡口
- 高倍（特別限定醸造）
- あまくち

### つゆ・たれ類
- 江戸老舗秘伝の蕎麦露
- 江戸涼味秘伝の蕎麦露
- 特選つゆ
- 冷やし中華つゆ（しょうゆ、ねりごま）
- 煮魚のつゆ
- 照り焼きのたれ
- 天丼のたれ